# Řepnice
Řepnice je malá vesnice, část obce Libochovany v okrese Litoměřice. Nachází se asi 0,5 km na východ od Libochovan. V roce 2009 zde bylo evidováno 27 adres. V roce 2011 zde trvale žilo 66 obyvatel.
Řepnice je také název katastrálního území o rozloze 2,54 km2.

## Historie
Nejstarší písemná zmínka pochází z roku 1186.

## Obyvatelstvo
|                                                                      | 1869 | 1880 | 1890 | 1900 | 1910 | 1921 | 1930 | 1950 | 1961 | 1970 | 1980 | 1991 | 2001 | 2011 |
| -------------------------------------------------------------------- | ---- | ---- | ---- | ---- | ---- | ---- | ---- | ---- | ---- | ---- | ---- | ---- | ---- | ---- |
| Obyvatelé                                                            | 212  | 175  | 174  | 199  | 204  | 163  | 213  | 144  | 136  | 120  | 77   | 56   | 82   | 66   |
| Domy                                                                 | 41   | 32   | 40   | 41   | 42   | 41   | 44   | 33   | .    | 29   | 24   | 25   | 27   | 24   |
| Počet domů z roku 1961 je zahrnut v domech místní části Libochovany. |      |      |      |      |      |      |      |      |      |      |      |      |      |      |

## Pamětihodnosti
- Výměnek se stodolou v areálu usedlosti čp. 31 (kulturní památka ČR)

## Osobnosti
- Narodil se zde Václav Jindřich Veit (1806–1864), hudební skladatel